# Самоостварење
Самоостварење (или себеостварење) је основни појам теорије личности који се односи на претпостављену универзалну, урођену и спонтану тежњу за успостављањем, актуализацијом и развојем, сопствених суштинских могућности. То је активна тежња за здрављем, импулс усмерен ка расту, односно остваривању људских потенцијала. Такође је истовремено и сâм циљ којем се тежи, идеално стање личности, у којем нема агресивности, себичности или неуротичности. То је стање, позитивно одређено, подразумева прихватање и испољавање унутрашњег Ја, односно постизање потпуног развоја личних потенцијала. Према Маслову, ово је основни људски мотив. У Јунговој психологији самоактуализација је други назив за индивидуацију која значи самосвест.

## Масловова хијерархија потреба
Психолог  Абрахам Маслов описује оно што је познато као хијерархија потреба , која представља све различите потребе које мотивишу људско понашање. Хијерархија се често приказује као пирамида, при чему најнижи нивои представљају основне потребе и сложеније потребе које се налазе на врху пирамиде.
На врхунцу ове хијерархије је самоактуализација. Хијерархија сугерише да када се задовоље друге потребе у основи пирамиде, онда можете усмерити своју пажњу на ову врхунску потребу за самоактуализацијом.

## Карактеристике
Врхунска искуства
Самоостварени људи према Маслову, имају врхунска искуства, која укључују:
„Осећај неограничених хоризоната који се отварају као визија, осећај да су истовремено моћнији и беспомоћнији него што су икада били, осећај екстазе и чуђења и страхопоштовања, губитак положаја у времену и простору уз, коначно, уверење да се догодило нешто изузетно важно и вредно, тако да је та тема донекле трансформисана и ојачана чак и у свакодневном животу таквим искуствима“.
Другим речима, врхунска искуства су тренуци трансценденције у којима се особа појављује промењена и трансформисана.
Самоприхватање и демократски поглед на свет
Самоостварени људи прихватају себе и друге онаквима какви јесу. Они имају тенденцију да немају инхибицију и способни су да уживају у себи и свом животу без кривице.
Према томе самоостварени људи не само да у потпуности прихватају себе, они такође прихватају друге људе онаквима какви јесу. Други појединци се третирају исто без обзира на порекло, тренутни статус или друге социо-економске и културне факторе.
Осећај за реалност
Једна главна карактеристика самоостварених људи је осећај за реалност. Уместо да страхују од ствари које се разликују или непознат, селф-актуелизована појединац је у стању да види живот како се одвија и логично и рационално.
Јак осећај личне етике и одговорности
Самоостварене особе често су мотивисане јаким осећајем личне етике и одговорности. Онe уживају у примени својих вештина решавања проблема у стварним ситуацијама и воле да помажу другим људима да побољшају своје животе.
Поштовање сопствене приватности и уживање у самоћи
Самоостварене особе цене своју приватност и уживају у самоћи. Иако такође воле друштво других, одвајање времена за себе кључно је за њихово лично откривање и култивисање њиховог индивидуалног потенцијала.
Филозофски смисао за хумор
Самоостварени појединци углавном имају промишљен смисао за хумор. Умеју да уживају у хумору у ситуацијама и да се смеју сами себи, али не исмевају и не шале се на рачун туђих осећања.
Спонтаност
Једна од карактеристика самоостварених људи је склоност да буду отворени, неконвенционални и спонтани. 6 Ове особе су у стању да прате опште прихваћена друштвена очекивања, али се при томе не осећају ограничени овим нормама у својим мислима и понашању.
Уживају у путовању, а не само у одредишту
Док самоостварени људи имају конкретне циљеве, они ствари не виде као једноставно средство за постизање циља. За њиј је пут ка постизању циља исто тако важан као и жеља за остваривањем циља.